# Andagove, Somvarpet
Andagove là một làng thuộc tehsil Somvarpet, huyện Kodagu, bang Karnataka, Ấn Độ.